# Elbach
Elbach är en kommun i departementet Haut-Rhin i regionen Grand Est (tidigare regionen Alsace) i nordöstra Frankrike. Kommunen ligger i kantonen Dannemarie som tillhör arrondissementet Altkirch. År 2022 hade Elbach 270 invånare.

## Befolkningsutveckling
Antalet invånare i kommunen Elbach
| Referens: INSEE |